# Vesto M. Slipher
Vesto Melvin Slipher (Mulberry, 11 de novembro de 1875 — Flagstaff, 8 de novembro de 1969) foi um astrónomo estadunidense.
Entre as suas investigações destaca-se por ter medido pela primeira vez a velocidade radial de uma galáxia e por ter descoberto a existência de gás e poeiras no meio interestelar. Seu irmão, Earl Charles Slipher, também foi astrónomo.

## Biografia
Slipher nasceu em Mulberry, Indiana, e estudou na Universidade de Indiana. Trabalhou no  Observatório Lowell, em Flagstaff, Arizona, onde chegou a ser director entre 1916 e 1952. Utilizou o espectroscópio para investigar os períodos de rotação dos planetas e a composição das atmosferas planetárias. Em 1912 observou pela primeira vez o deslocamento das linhas espectrais numa galáxia (neste caso, a galáxia de Andrómeda), podendo obter assim a primeira determinação da velocidade radial de uma galáxia.. Também descobriria que as galáxias espirais sofrem rotação.
Em 1909 obteve dados que confirmavam a existência de grandes quantidades de gás interestelar, ideia postulada um ano antes por Jacobus Kapteyn. Em 1912 descobriu a poeira interestelar depois de descobrir que uma nebulosa do aglomerado aberto das Pleiades reflectia a luz da estrela próxima, Mérope. Dita nebulosa representava ao mesmo tempo um novo tipo de nebulosas, as nebulosas de reflexão.
Em 1927 começou a busca de um possível planeta que explicasse as perturbações observadas nas órbitas de Urano e Netuno. Em 1930 Clyde Tombaugh, que fazia parte do pessoal, descobre Plutão, ainda que seu tamanho não explicasse as irregularidades observadas.
Retirou-se da astronomia em 1954 e morreu em 1969, em Flagstaff, Arizona.

### Distinções
Prémios
- Prêmio Lalande da Academia Francesa de Ciências em 1919[3]
- Medalha Henry Draper em 1932[4]
- Medalha de Ouro da Royal Astronomical Society em 1933[5]
- Medalha Bruce, 1935[6]

Títulos honoríficos
- Doutor Honoris Causa em Ciências pela Universidade do Arizona
- Doutor Honoris Causa em Direito pela Universidade de Indiana

Epónimos
- Cratera Slipher, na Lua
- Cratera Slipher, em Marte
- Asteroide 1766 Slipher